# RAET1E
RAET1E (англ. Retinoic acid early transcript 1E) – білок, який кодується однойменним геном, розташованим у людей на короткому плечі 6-ї хромосоми. Довжина поліпептидного ланцюга білка становить 263 амінокислот, а молекулярна маса — 30 122.
| 10         |  | 20         |  | 30         |  | 40         |  | 50         |
| ---------- |  | ---------- |  | ---------- |  | ---------- |  | ---------- |
| MRRISLTSSP |  | VRLLLFLLLL |  | LIALEIMVGG |  | HSLCFNFTIK |  | SLSRPGQPWC |
| EAQVFLNKNL |  | FLQYNSDNNM |  | VKPLGLLGKK |  | VYATSTWGEL |  | TQTLGEVGRD |
| LRMLLCDIKP |  | QIKTSDPSTL |  | QVEMFCQREA |  | ERCTGASWQF |  | ATNGEKSLLF |
| DAMNMTWTVI |  | NHEASKIKET |  | WKKDRGLEKY |  | FRKLSKGDCD |  | HWLREFLGHW |
| EAMPEPTVSP |  | VNASDIHWSS |  | SSLPDRWIIL |  | GAFILLVLMG |  | IVLICVWWQN |
| GEWQAGLWPL |  | RTS        |  |            |  |            |  |            |

A: Аланін

C: Цистеїн

D: Аспарагінова кислота

E: Глутамінова кислота

F: Фенілаланін

G: Гліцин

H: Гістидин

I: Ізолейцин

K: Лізин

L: Лейцин

M: Метіонін

N: Аспарагін

P: Пролін

Q: Глутамін

R: Аргінін

S: Серин

T: Треонін

V: Валін

W: Триптофан

Задіяний у такому біологічному процесі, як альтернативний сплайсинг. 
Локалізований у мембрані.
Також секретований назовні.